# 라인홀드 새들러
라인홀트 새들러(Reinhold Sadler, 1848년 1월 10일, 프로이센 왕국 포젠주 차른쿠프 ~ 1906년 1월 30일, 네바다주 유레카)는 미국의 정치인이자, 제10대 네바다 부지사와 제9대 네바다 주지사를 역임하였다.

## 경력
- 광부
- 방앗간 주인
- 상인
- 1880 유레카 카운티 재무위원
- 1895.01 ~ 1896.04 제10대 네바다 부지사
- 1896.04 ~ 1903.01 제9대 네바다 주지사

## 역대 선거 결과
| 선거명      | 직책명                       | 대수 | 정당   | 득표율 | 득표수  | 결과 | 당락               |
| ----------- | ---------------------------- | ---- | ------ | ------ | ------- | ---- | ------------------ |
| 1882년 선거 | 네바다 재무장관              | 5대  | 민주당 | 46.45% | 6,638표 | 2위  | 낙선               |
| 1886년 선거 | 네바다 감사관                | 5대  | 민주당 | 46.49% | 5,957표 | 2위  | 낙선               |
| 1890년 선거 | 네바다 부지사                | 9대  | 민주당 | 46.59% | 5,761표 | 2위  | 낙선               |
| 1894년 선거 | 네바다 부지사                | 10대 | 실버당 | 59.34% | 5,967표 | 1위  | 네바다 부지사 당선 |
| 1898년 선거 | 네바다 주지사                | 9대  | 실버당 | 35.67% | 3,570표 | 1위  | 네바다 주지사 당선 |
| 1904년 선거 | 하원의원 (네바다 광역선거구) | 59대 | 실버당 | 5.02%  | 572표   | 3위  | 낙선               |